# Манжетка округлённая
Манже́тка округлённая (лат. Alchemilla orbicans) — вид двудольных растений рода Манжетка (Alchemilla) семейства Розовые (Rosaceae). Впервые описан российским ботаником Сергеем Васильевичем Юзепчуком в 1932 году.

## Распространение и среда обитания
Известна из России (Сибирь: республики Алтай, Хакасия, Алтайский и Красноярский края, Кемеровская и Иркутская области) и с востока Казахстана. Типовой экземпляр собран в окрестностях Новокузнецка.
Растёт в редколесье и на лугах.

## Ботаническое описание
Многолетнее травянистое растение.
Стебель и черешки покрыты прямыми или склонёнными книзу волосками.
Прикорневые листья простые зубчатые, округлой или округло-почковидной формы, с нижней стороны в основном полностью опушённые, с верхней опушение частичное, рассеянное.
Соцветие — рыхлый клубочек, несёт голые мелкие цветки жёлто-зелёного цвета.
Плод — орешек.